# Jubilee (Japanese Breakfast)
Jubilee è il terzo album in studio del gruppo musicale statunitense Japanese Breakfast, pubblicato il 4 giugno 2021 tramite l'etichetta discografica Dead Oceans.
 L'album è stato candidato come miglior album di musica alternativa ai Grammy Awards 2022. Inoltre, l'album è stato inserito in varie liste dei migliori album dell'anno: Consequence (2º), The Guardian (13º), NPR (11º), Paste (5º), Pitchfork (14º), Rolling Stone (11º)  e Slant Magazine (1º). 
| Recensione      | Giudizio |
| --------------- | -------- |
| Metacritic      | 88/100   |
| AllMusic        | [ 12 ]   |
| The Independent | [ 3 ]    |

## Tracce
Testi e musiche di Michelle Zauner.
1. Paprika – 3:40
2. Be Sweet (Michelle Zauner, Jack Tatum) – 3:15
3. Kokomo, IN – 3:38
4. Slide Tackle – 3:39
5. Posing in Bondage – 4:05
6. Sit – 3:07
7. Savage Good Boy – 2:26
8. In Hell – 2:38
9. Tactics – 3:53
10. Posing for Cars – 6:38

## Classifiche
| Classifica (2021) | Posizione massima |
| ----------------- | ----------------- |
| Germania          | 77                |
| Regno Unito       | 53                |
| Stati Uniti       | 56                |